# 二子 (石巻市)
二子（ふたご）は、宮城県石巻市河北地域にある町丁であり、二子一丁目から二子三丁目を擁する。旧石巻市小船越の一部に相当する。郵便番号は986-0133。住民基本台帳に基づく人口は794人、世帯数は374世帯（2025年4月30日現在）。

## 地理
石巻市の中央部、河北地域の南西部に位置しており、周囲を小船越に囲まれている。二子団地復興住宅が立地しており、ほぼ全域が住宅街となっている。

## 沿革
- 2017年（平成29年）1月26日 - 小船越のうち防災集団移転促進事業区域をもって二子一丁目から二子三丁目が成立[6]。

### 町名の変遷
小船越のうち防災集団移転促進事業区域で以下の通り、2017年（平成29年）1月26日に町名変更が告示され、同日に町名変更が実施された。
| 変更後             | 変更前 | 変更前     | 変更日                    |
| 町丁               | 大字   | 小字       | 変更日                    |
| ------------------ | ------ | ---------- | ------------------------- |
| 二子一丁目（新設） | 小船越 | 字二子畑   | 2017年（平成29年）1月26日 |
| 二子一丁目（新設） | 小船越 | 字二子南下 | 2017年（平成29年）1月26日 |
| 二子二丁目（新設） | 小船越 | 字二子南下 | 2017年（平成29年）1月26日 |
| 二子三丁目（新設） | 小船越 | 字二子畑   | 2017年（平成29年）1月26日 |
| 二子三丁目（新設） | 小船越 | 字二子南下 | 2017年（平成29年）1月26日 |

## 施設

### 二子団地復興住宅
二子団地復興住宅は河北・雄勝・北上3地区の移転促進区域住民を受け入れる復興公営住宅であり、被災前の地域コミュニティーに配慮した区域分けがなされている。東部は河北地区の住民が、中部は北上地区の住民が、西部は雄勝地区の住民が入居する。二子団地復興住宅には2023年（令和5年）時点で約400世帯が居住している。

## 小・中学校の学区
2025年（令和7年）5月現在における小・中学校の学区は以下の通りである。
| 町丁 | 字・番地 | 小学校               | 中学校             |
| ---- | -------- | -------------------- | ------------------ |
| 二子 | 全域     | 石巻市立大谷地小学校 | 石巻市立河北中学校 |

## 世帯数と人口
2025年（令和7年）4月30日現在の世帯数と人口は以下の通りである。
| 町丁       | 世帯（戸） | 人口（世帯） |
| ---------- | ---------- | ------------ |
| 二子一丁目 | 129        | 244          |
| 二子二丁目 | 126        | 269          |
| 二子三丁目 | 119        | 281          |
| 計         | 374        | 794          |

## 行政区
石巻市は世帯数及び人口の調査、世帯台帳の整備、市行政の周知、連絡、通知のための公文書の配布伝達を円滑に行うために、行政区を定めている。石巻市の例規「石巻市行政委員規則」（2024年2月1日施行）によれば、二子と対応する行政区は以下の通りである。。
| 行政区 | 町丁（特記なければ各一部） |
| ------ | -------------------------- |
| 二子東 | 二子一丁目                 |
| 二子東 | 二子三丁目（全部）         |
| 二子西 | 二子二丁目                 |
| 二子南 | 二子一丁目                 |
| 二子南 | 二子二丁目                 |